# 伊勢原バスストップ

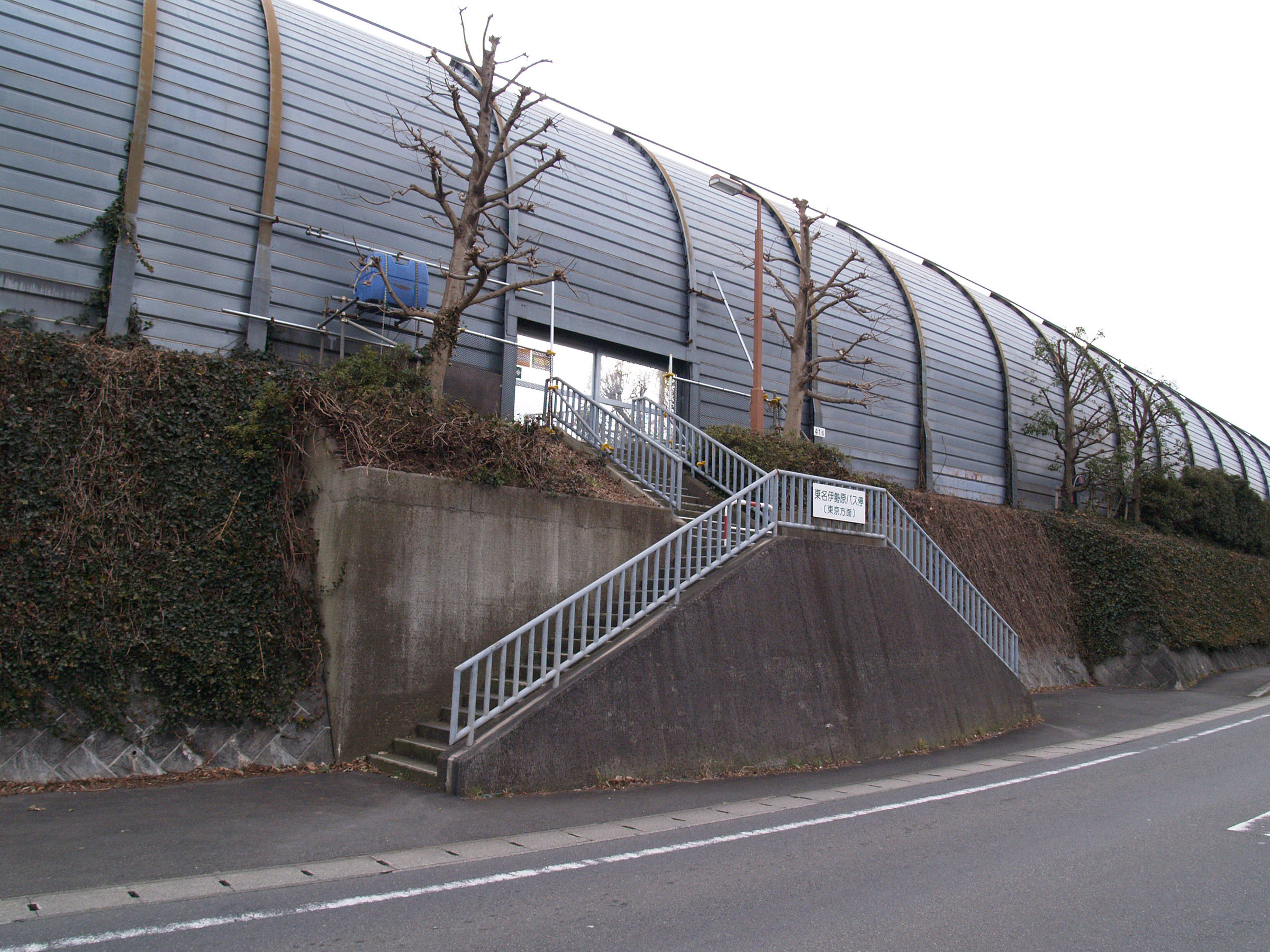
上り線停留所入口（2012年1月）

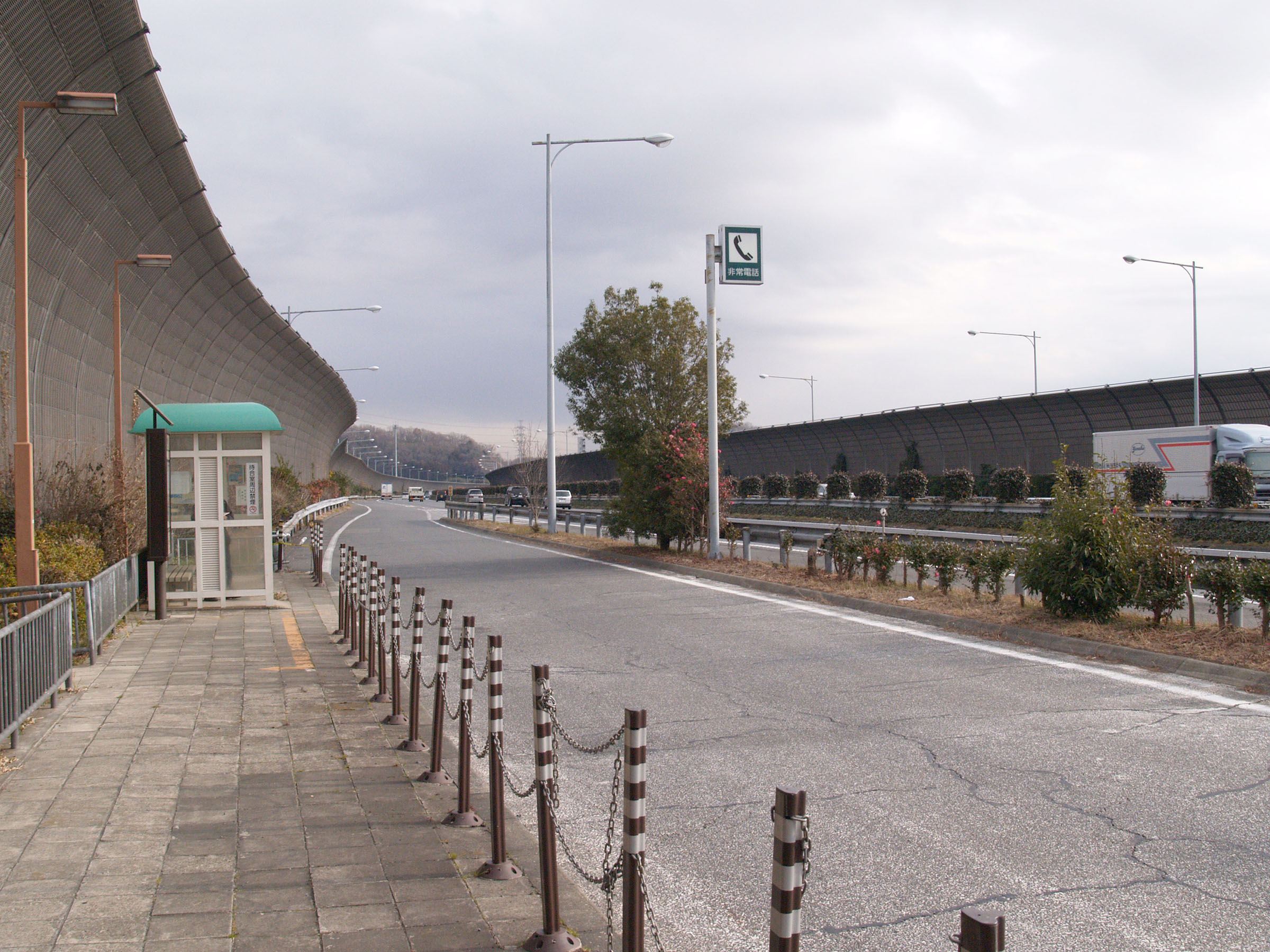
上り線停留所（2012年1月）

伊勢原バスストップ（いせはらバスストップ）は、神奈川県伊勢原市の東名高速道路上にあるバス停留所である。東名伊勢原（とうめいいせはら）とも言う。
JR東名ハイウェイバスの急行便・特急便・超特急便と、小田急ハイウェイバスの特急便が全便停車する。
東海大学医学部付属病院に接続する救急車緊急退出路が併設されている。

## 歴史
- 1969年6月10日 - 開設

## 停車する路線
- JR東名ハイウェイバス（急行便・特急便・超特急便）
- 小田急ハイウェイバス 新宿 - 御殿場・箱根線（特急便）

## 隣接のバス停等

### 至近のIC・BS等
- (5-2) 秦野中井IC/秦野BS - 伊勢原BS - (5-1) 伊勢原JCT - 厚木BS - (5) 厚木IC

### 停車するBS
- JR東名ハイウェイバス（特急便・超特急便）
足柄BS - 伊勢原BS - 厚木BS
- JR東名ハイウェイバス（急行便）・小田急ハイウェイバス（特急便）
秦野BS - 伊勢原BS - 厚木BS

## 乗り換え
- 神奈川中央交通バス 〆引バス停（伊勢原駅及び大山方面）
  - 小田急小田原線 伊勢原駅

## 距離
- 東京駅から59.6 km
- 新宿駅から56.0 km

座標: 北緯35度24分24.8秒 東経139度17分45.3秒 / 北緯35.406889度 東経139.295917度